# التظاهرات السريرية لمتلازمة التعب المزمن
تختلف التظاهرات السريرية لمتلازمة التعب المزمن. تعطي الوكالات والهيئات العلمية المختلفة إرشادات مختلفة لتحديد الحالة، مع وجود بعض التداخلات في الأعراض بين التظاهرات. جوانب الحالة مثيرة للجدل، مع وجود خلافات حول المسببات والفيزيولوجيا المرضية والعلاج والتسمية بين الممارسين الطبيين والباحثين والمرضى ومجموعات المناصرة والدعم. بحسب تحليل المجموعة الفرعية قد تمثل تظاهرات متلازمة التعب المزمن مجموعة متنوعة من الحالات بدلًا من حالة مرضية واحدة.

## المبادئ التوجيهية الوطنية
وضعت الهيئات الوطنية المبادئ التوجيهية الوطنية بناءً على بعض أو كل معايير التشخيص المُتفق عليها سابقًا، مثل معايير أستراليا لعام 2002، ومعايير المملكة المتحدة لعام 2007.
نشر المعهد الوطني للصحة والتفوق السريري (NICE) في إنجلترا وويلز دليلًا للممارسة السريرية متعددة التخصصات في عام 2007، واستخدم المعايير التالية لمتلازمة التعب المزمن:
- التعب الذي يكون جديدًا ومستمرًا و/أو متكررًا، ولا تفسره ظروف أخرى، وأدى إلى انخفاض كبير في مستوى النشاط، ويتسم بالضيق و/أو الإرهاق بعد الجهد المبذول (يتأخر عادة، لمدة 24 ساعة على الأقل من الجهد، مع بطء في الشفاء على مدى عدة أيام).
- واحدة أو أكثر من الأعراض التالية: صعوبة في النوم، وآلام في العضلات و/أو المفاصل في مواقع متعددة دون دليل على وجود التهاب، وصداع، وألم في الغدد الليمفاوية غير المتضخمة بشكل مرضي، والتهاب الحلق، والخلل الإدراكي، وتفاقم الأعراض الجسدية أو الإدراكية، وتوعك عام، ودوار و/أو غثيان وخفقان مع عدم وجود مشكلة قلبية.

يجب إعادة التشخيص في حالة عدم وجود أي من الأعراض التالية: تعب أو توعك ما بعد الجهد، وصعوبات في الإدراك، واضطراب في النوم، وألم مزمن.
يتطلب المبدأ التوجيهي أن يكون الإرهاق موجودًا لمدة 4 أشهر عند شخص بالغ أو 3 أشهر عند الطفل. ويتوقع أن يُشخص الطفل من قبل طبيب أطفال. ينص الدليل الإرشادي على أنه يجب تقديم الإحالة إلى أخصائي متلازمة التعب المزمن على الفور خاصة في حال كانت الإصابة خطيرة.

## الاختبارات
لا يوجد اختبار تشخيصي مقبول بشكل عام لتشخيص متلازمة التعب المزمن أو استبعادها بشكل موثوق.
تنص معايير مركز مكافحة الأمراض لعام 1994 على أنه يجب توجيه الاختبارات التشخيصية لتأكيد أو استبعاد الأسباب الأخرى للإرهاق والأعراض الموجودة. قد تكون الاختبارات الإضافية ضرورية بشكل فردي لتحديد الظروف الأساسية أو المساهمة التي تتطلب العلاج. يجب استخدام الاختبار كدليل لتشخيص متلازمة التعب المزمن فقط في سياق البحث القائم على البروتوكول. يوصى بإجراء الاختبارات الروتينية التالية:
- فحص تعداد دموي شامل.
- كيمياء الدم (الشوارد، والجلوكوز، ووظائف الكلى، وإنزيمات الكبد، ومستويات البروتين).
- فحوص وظائف الغدة الدرقية.
- سرعة ترسب الدم.
- تحليل البول لخلايا الدم والبروتين والجلوكوز.

تتضمن إرشادات المعهد الوطني للصحة وجودة الرعاية لعام 2007، بالإضافة إلى القائمة التي أوصى بها مركز السيطرة على الأمراض والوقاية منها، إجراء اختبار للبروتين التفاعلي C (علامة للالتهاب)، والكرياتين كيناز (إنزيم متعلق بالعضلات)، ولزوجة البلازما (اختياري في حال إجراء اختبار سرعة ترسب الدم) والاختبارات المصلية للداء البطني. يمكن إجراء اختبارات الفريتين عند الأطفال والشباب، ويُجرى عند البالغين فقط إذا كانت الاختبارات الأخرى تشير إلى نقص الحديد. يوصي المبدأ التوجيهي باللجوء إلى الحكم السريري في قرارات إجراء اختبارات أخرى. يوصى بإجراء اختبار للعدوى (مثل مرض لايم، والتهاب الكبد الفيروسي، وفيروس نقص المناعة البشرية، وداء كثرة الوحيدات، وداء المقوسات أو الفيروس المضخم للخلايا) فقط إذا قدم المريض تاريخًا محددًا لذلك. لا يشجع دليل المعهد الوطني للصحة وجودة الرعاية الإرشادي على الأداء الروتيني لاختبار إمالة الرأس، واستجابة جذع الدماغ السمعية والاستجابة الجلدية الجلفانية لغرض التشخيص.